# Camptoscaphiella hilaris
Espèce
Camptoscaphiella hilaris est une espèce d'araignées aranéomorphes de la famille des Oonopidae.

## Distribution
Cette espèce est endémique du Bhoutan.

## Description
Le mâle décrit par Baehr et Ubick en 2010 mesure 1,62 mm.

## Publication originale
- Brignoli, 1978 : Ergebnisse der Bhutan-Expedition 1972 des Naturhistorischen Museums in Basel. Araneae: Fam. Oonopidae, Agelenidae, Hahniidae und Mimetidae. Entomologica Basiliensia, vol. 3, p. 31-56.